# Плита Кермадек
Плита Кермадек — длинная узкая тектоническая плита. 
Имеет площадь — 0,01245 стерадиан. Обычно ассоциируется с Австралийской плитой. Расположена к западу от жёлоба Кермадек на юге Тихого океана. Кроме этого плита является фундаментом острова Северный Новой Зеландии и островов Кермадек. Отделена от Австралийской плиты длинной дивергентной границей, которая образует обратную островную дугу.
Граничит с Австралийской, Тихоокеанской и плитой Тонга.